# Geografía de El Salvador

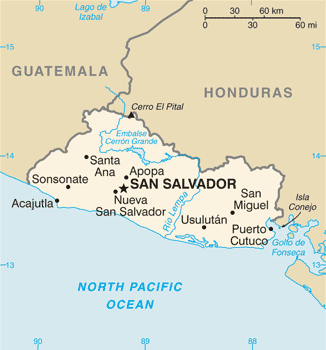
Mapa de El Salvador, bañado por el Pacífico.

El Salvador es el país más pequeño de América Central y el único que no tiene frontera con el mar Caribe. Con todo, con sus 6.4 millones de habitantes, es el más densamente poblado de la región. Limita al sur con el Océano Pacífico Norte, al noroeste con Guatemala y al norte y nordeste con Honduras. En el sudeste, el golfo de Fonseca lo separa de Nicaragua. El Salvador tiene aproximadamente el mismo tamaño de Eslovenia o Israel, pero tiene el tamaño de población de Libia y el Líbano.

## Detalles geográficos

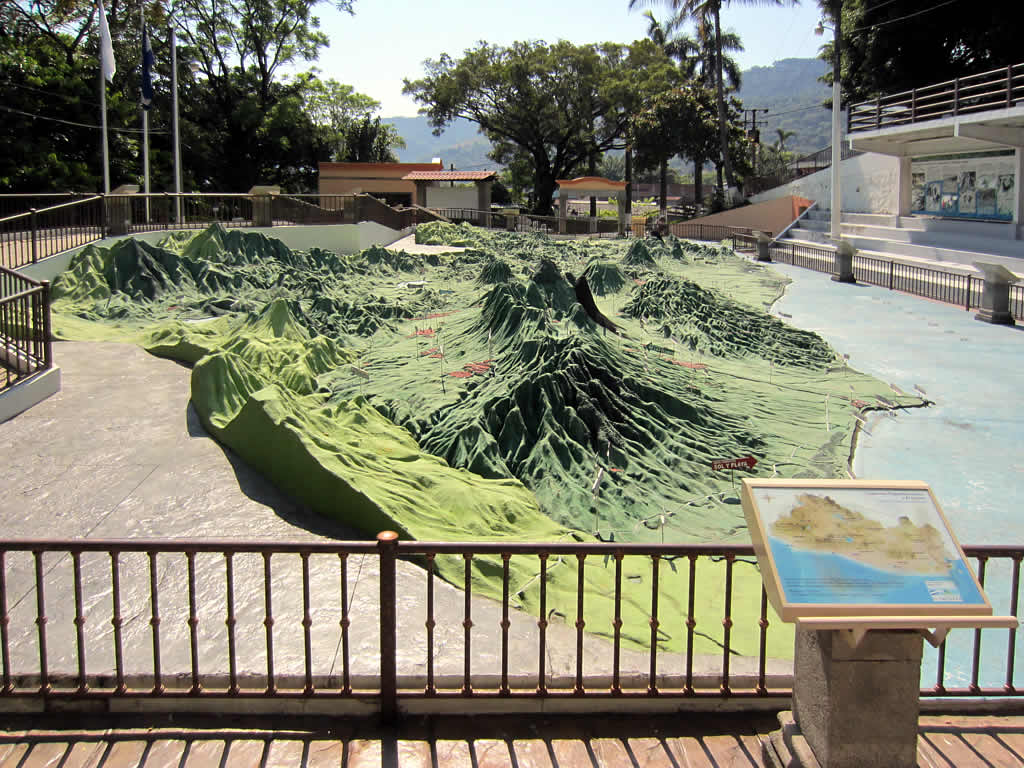
mapa en relieve de El Salvador

Subducción en la Fosa mesoamericana

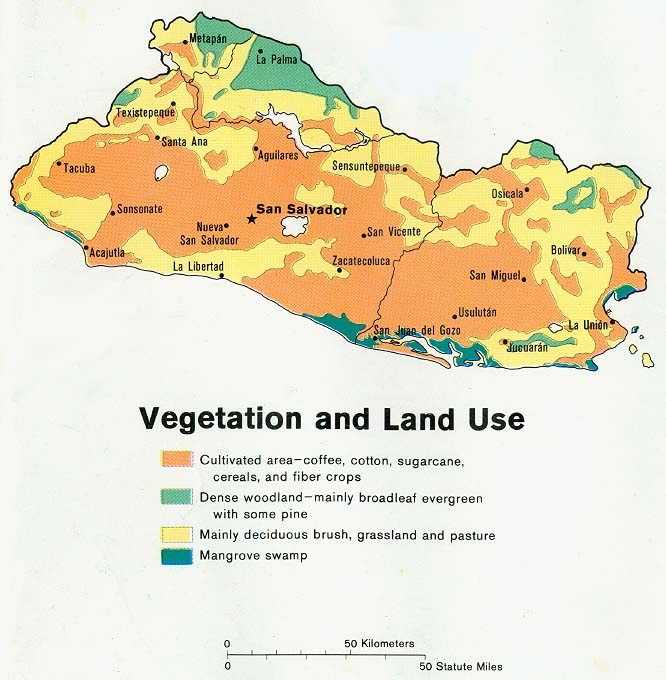
Vegetación y uso del suelo en El Salvador

Dos cordilleras paralelas atraviesan El Salvador por el oeste, con una meseta central entre ambas y una estrecha llanura costera junto al Pacífico. Estas características dividen al país en dos regiones físicas. Las cordilleras y la meseta central ocupan el 85 % del territorio, con las tierras altas. El resto lo ocupa la llanura costera.
La cordillera norte es una continuación de la Sierra Madre de Chiapas que empieza en México y atraviesa Guatemala, y forma una cadena montañosa continua a lo largo de la frontera con Honduras, que desciende de noroeste a sudeste. Tiene dos sectores cortados por el río Lempa. Las altitudes en esta región oscilan entre los 1600 y los 2700 m s. n. m. (metros sobre el nivel del mar). Destacan, al noroeste, la sierra de Matapán-Alotepeque, con la cima de Montecristo, de 2418 m s. n. m., en torno al parque nacional Montecristo, y al este, la cordillera o sierra de Nahuaterique y la cordillera o cerro Cacahuatique o Corobán, de 1663 m s. n. m. El área ha sido fuertemente deforestada. Esta sobreexplotación, seguida de una intensa erosión, ha degradado el terreno. La consecuencia es la zona menos poblada del país, con pequeñas granjas. La montaña más alta del país es el Cerro El Pital, de 2730 m s. n. m., en la Sierra Madre de Chiapas, entre Honduras y El Salvador, rodeado de un bosque nuboso y el clima más frío del país, pues puede llegar a helar entre diciembre y marzo, con 1534 mm de precipitación entre mayo y octubre.
El Salvador es un territorio de origen volcánico, situado en la zona tropical. Desde cualquier punto panorámico que se contemple, en el paisaje del país predominan los volcanes.
La meseta central constituye solo el 25 % de la superficie pero contiene la mayor parte de la población y las mayores ciudades del país. Esta planicie tiene 50 km de ancho y una elevación media de 600 m s. n. m. El terreno es ondulado, con algunos escarpes, campos de lava y géiseres.
Entre la cadena volcánica y la costa hay una estrecha planicie que tiene una anchura máxima 32 km al este, junto al golfo de Fonseca. Cerca de La Libertad, sin embargo, las vertientes de los volcanes caen directamente sobre el océano. Las superficies junto al Pacífico son por lo general llanas o ligeramente onduladas y están causadas por depósitos aluviales de las cercanas vertientes.

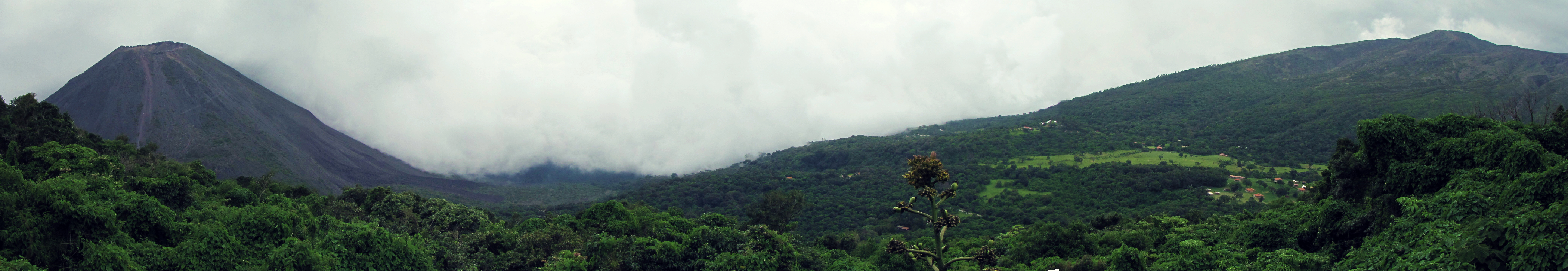
Vista del volcán de Izalco y el volcán Ilamatepec desde Cerro Verde
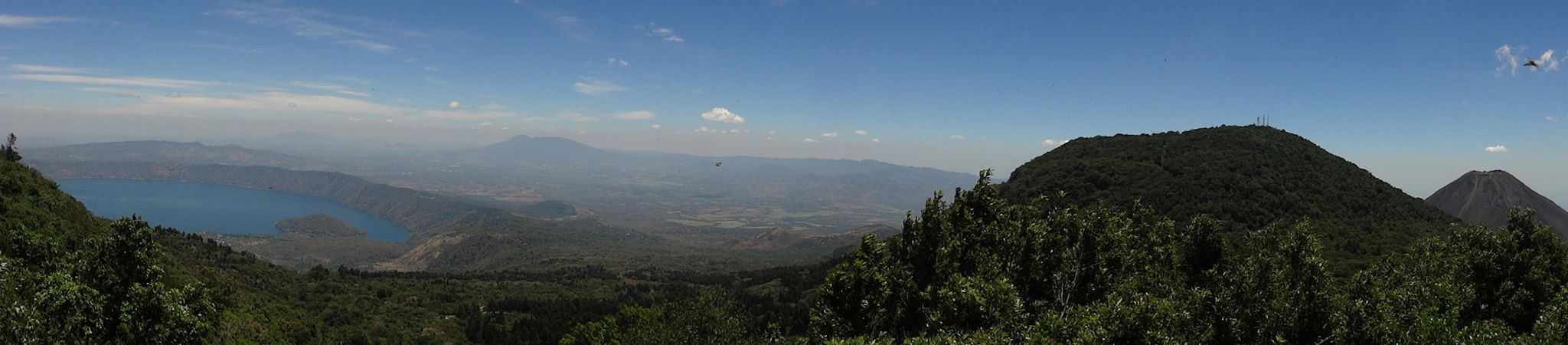
Vista de Cerro Verde, el volcán de Izalco y el lago de Coatepeque desde el volcán Ilamatepec.
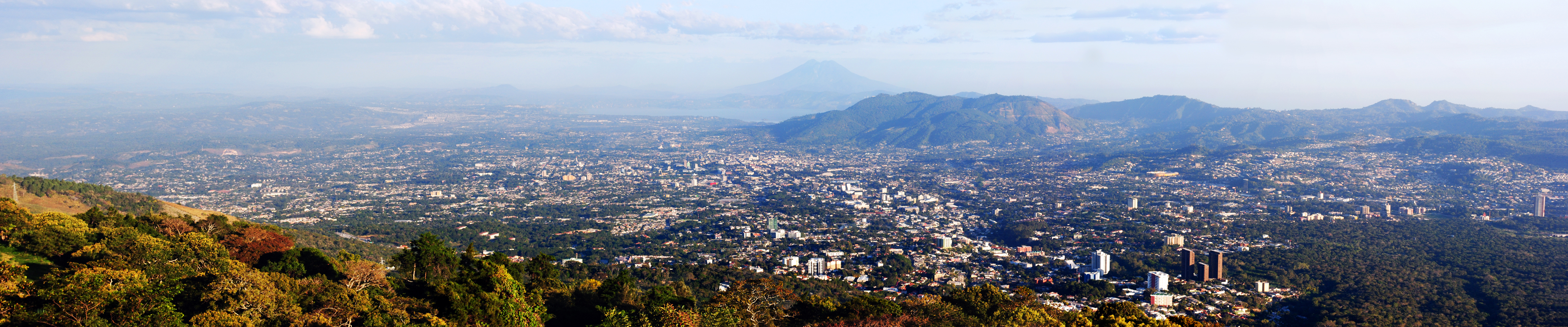
Vista de San Salvador desde el volcán de San Salvador
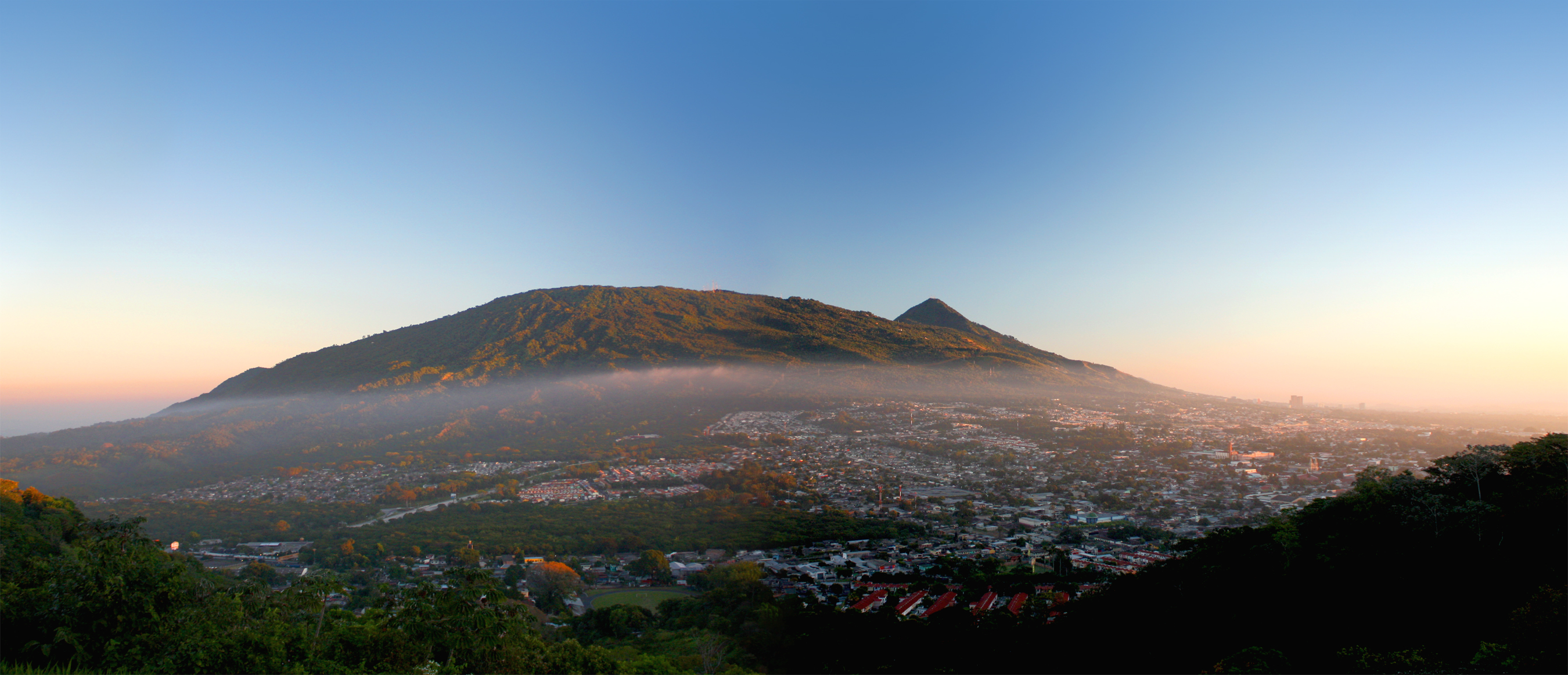
Volcán de San Salvador
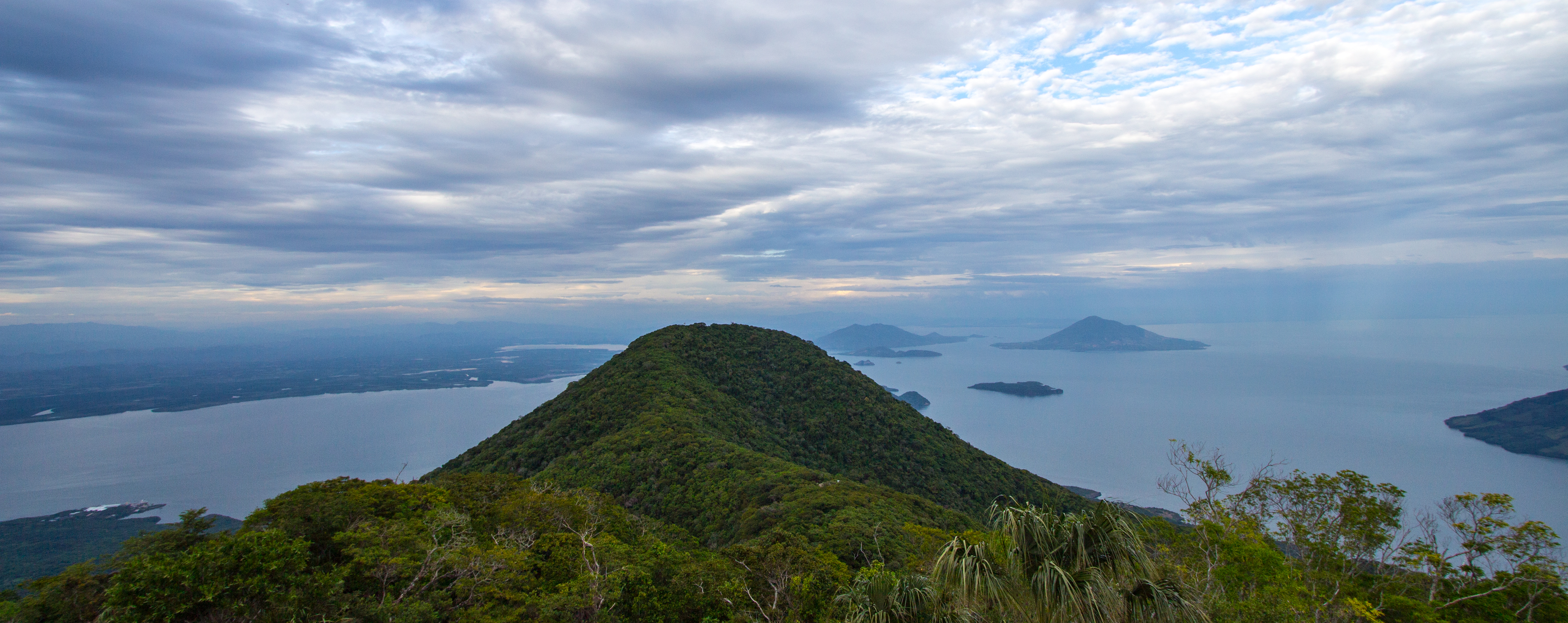
Vista del golfo de Fonseca desde el volcán de Conchagua
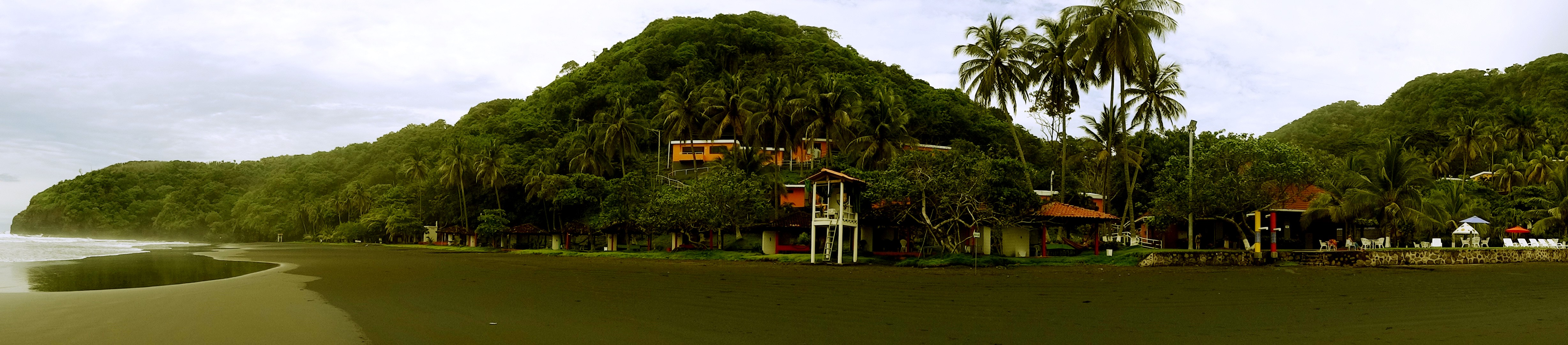
El Balsamar, La Libertad.

## Hidrografía

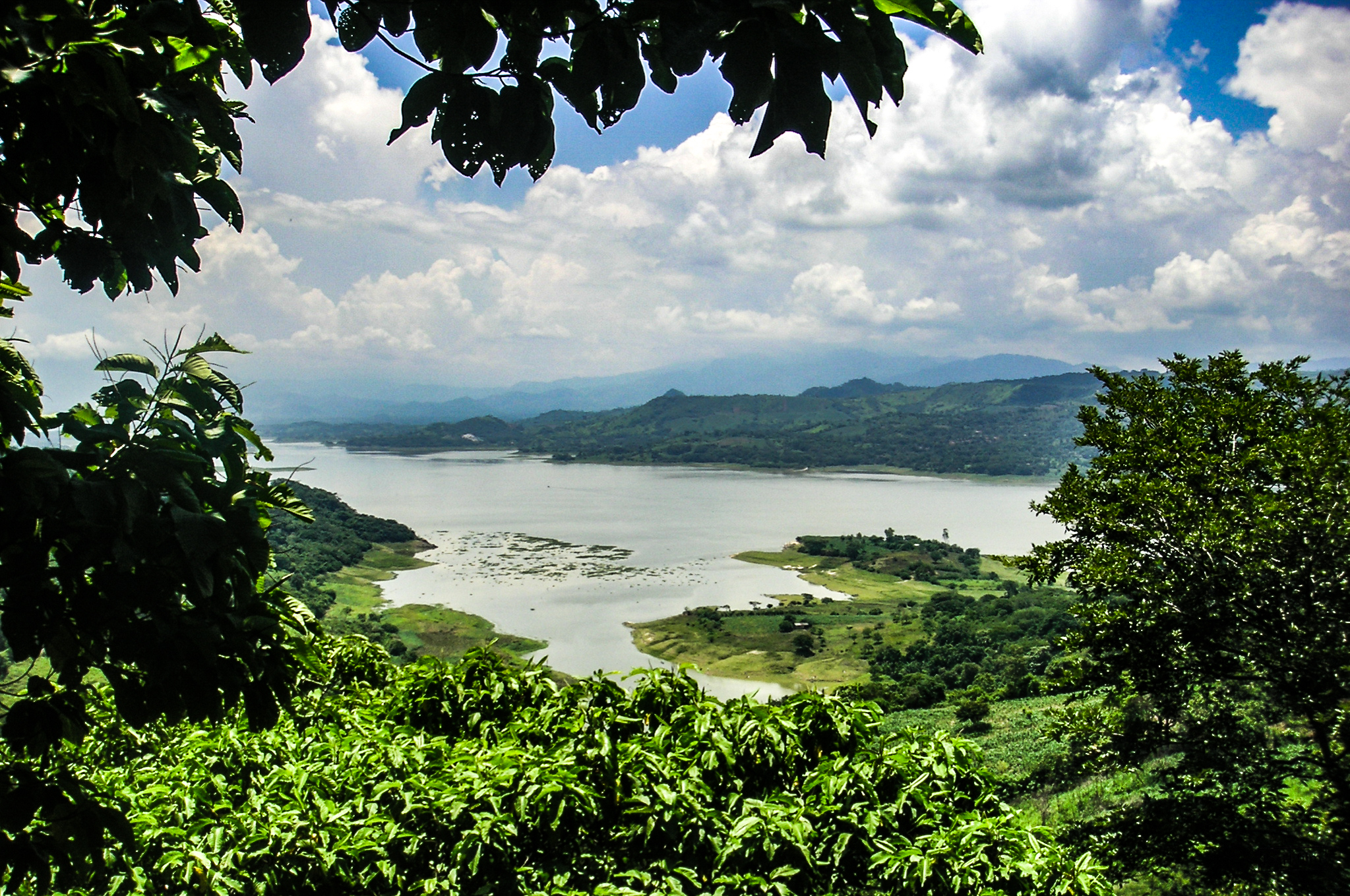
Río Lempa
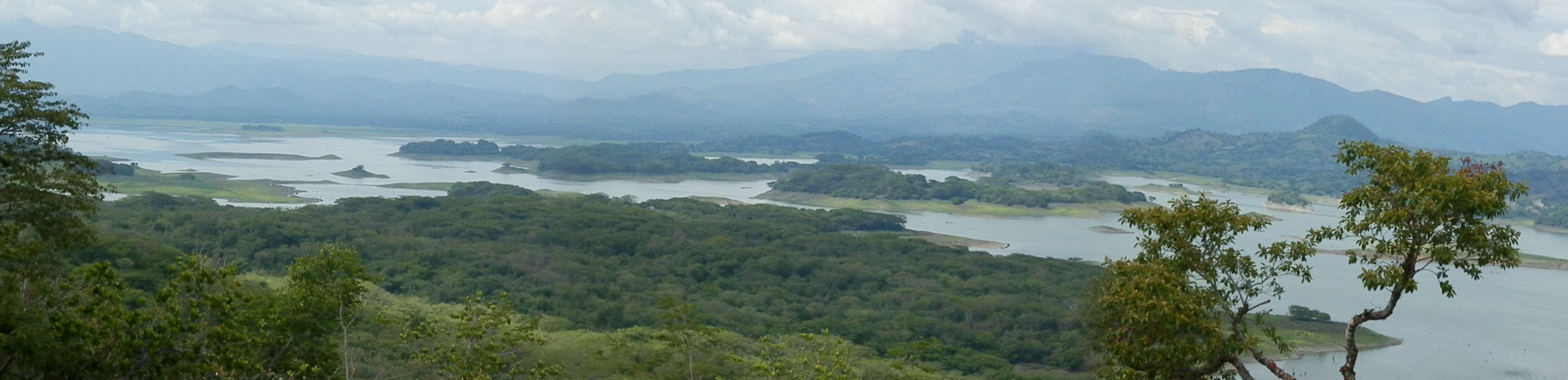
Lago Suchitlán
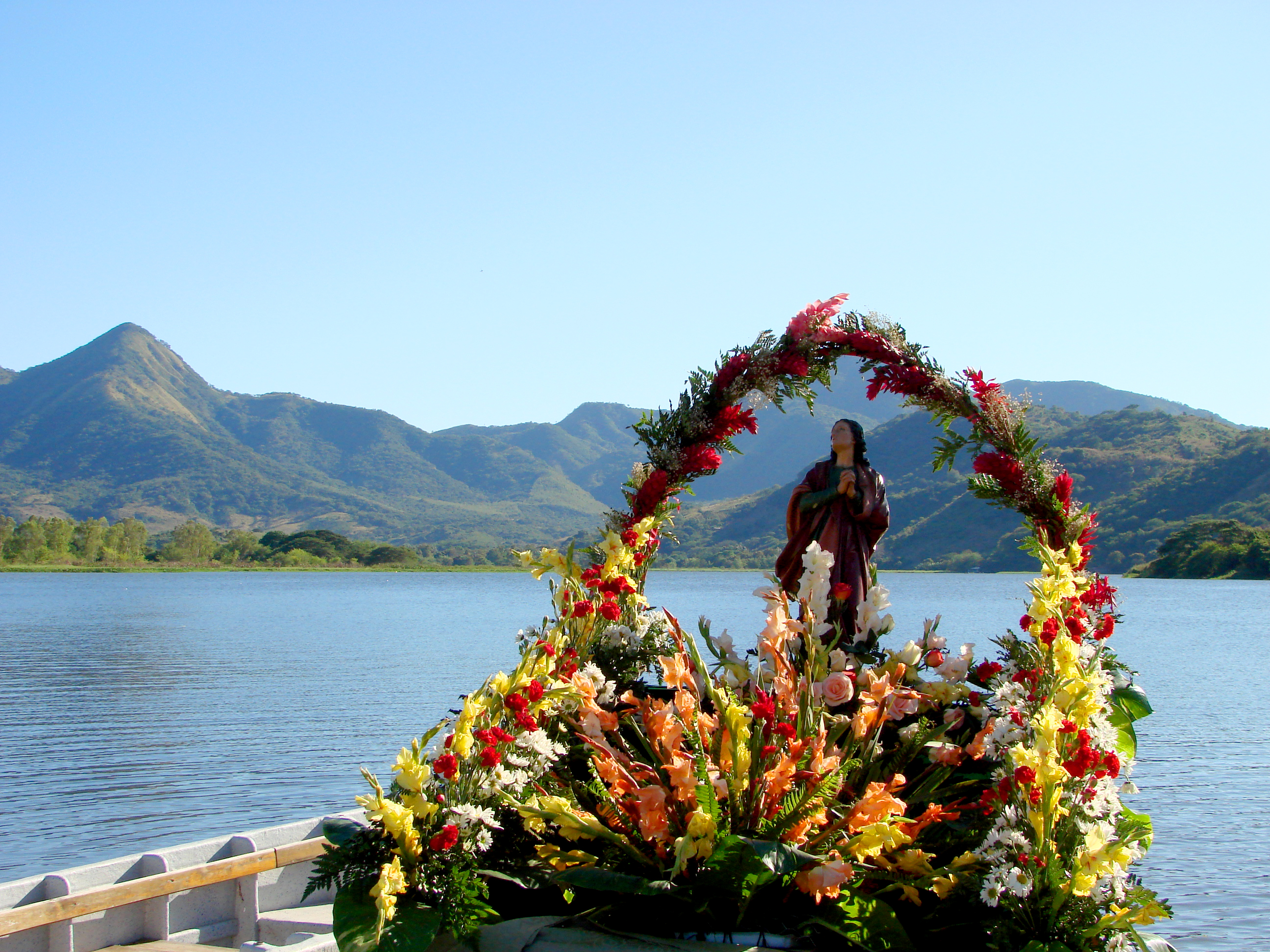
Laguna de Olomega

### Aguas superficiales
El Salvador es drenado por 590 ríos y riachuelos a lo largo de 58 cuencas exorreicas, que desembocan al océano Pacífico. Dependiendo de la extensión de la cuenca hidrográfica y de sus afluentes, se pueden clasificar en 3 grupos:
- El río lempa, el más grande del país, que se origina en Guatemala, atraviesa la Sierra Madre, fluye a través de la meseta central y acaba cortando la cadena volcánica para verter en el Pacífico. Es el único río navegable de El Salvador, y sus tributarios drenan la mitad del país.
- Tres ríos de caudales y longitudes medias (Grande de San Miguel, y los fronterizos Paz y Goascorán)
- Ríos cortos que drenan a través de las tierras bajas o fluyen desde la meseta central formando gargantas en la cadena volcánica camino del Pacífico.[6]

A partir de los años 1970, en el marco del Proyecto Hidrometereológico Centroamericano, se organizó el país en 10 regiones hidrográficas (RH). Estas regiones y su área en El Salvador són:
| Nombre                       | Extensión en El Salvador |
| ---------------------------- | ------------------------ |
| Lempa                        | 10,200.93                |
| Paz                          | 893.95                   |
| Cara Sucia-San Pedro         | 768.69                   |
| Grande de Sonsonate-Banderas | 769.17                   |
| Mandinga-Comalapa            | 1302.91                  |
| Jiboa-Estero de Jaltepeque   | 1638.85                  |
| Bahía de Jiquilisco          | 916.79                   |
| Grande de San Miguel         | 2396.70                  |
| Sirama                       | 1064.30                  |
| Goascorán                    | 1082.56                  |

De esas regiones hidrográficas, 3 son compartidas con los países vecinos: la del Lempa (compartido con Guatemala y Honduras, con un 14.24% y 28.88% respectivamente), la del Paz (con un 59% de esa cuenca en Guatemala) y la del Goascorán (con un 56% en Honduras).
En el interior del país se encuentran 59 cuerpos de agua, varios de los cuales son de origen volcánico y algunos están rodeados de montañas o en medio de cráteres que tienen empinadas vertientes. Entre ellos se encuentran los lagos de: Ilopango, que es el mayor del país, que se encuentra a 440 m al este de la capital y con una superficie de 72 km²; el lago de Coatepeque, a 746 m y con 26 km², al oeste; y el lago de Güija, en la frontera con Guatemala, a 430 mm y con 45 km². En el río Lempa se ha construido el embalse de Cerrón Grande, también conocido como lago de Suchitlán, de 3 135 km² y con una potencia instalada en la central eléctrica de 170 MW (megavatios).

### Aguas subterráneas
La superficie abarcada por las aguas subterráneas de El Salvador equivale a 9611.88 km², aproximadamente el 46.34% del territorio. Encontrándose en el país las siguientes tipologías de unidades hidrogeológicas:
- Unidad de acuífero volcánico fisurado de gran extensión y posible alta producción
- Unidad de acuífero fisurado de extensión limitada y productividad media
- Unidad de acuífero poroso de gran extensión y productividad media
- Unidad de acuíferos locales de extensión limitada y productividad mediana a baja
- Unidad de acuíferos locales generados por sistema de fallas
- Unidad de rocas no acuíferas.[6]

En total, El Salvador posee unos 72 acuíferos. De ellos, los de mayor rendimiento son los de: Sonsonate-Acajutla, Jiboa-Lempa, Lempa-Jiquilisco, Usulután-Vado Marín, Valle de Zapotitán, Quezaltepeque-Opico, y San Salvador, entre otros; otros acuíferos destacados son los de: Santa Ana, Singüil, Chalchuapa-Atiquizaya, San Miguel, Olomega, Guluchapa, etc.
Los acuíferos pueden pueden reunirse en grupos de dos o más, según su comportamiento hidrogeológico e hidroquímico, en agrupaciones denominadas masas de aguas subterráneas (MAsub), de las que en el país hay un total de 21, que son nombradas con un código compuesto de la sigla ESA seguido de un guion y una numeración de dos dígitos creciente, así desde ESA-01 a ESA-21.
Son áreas de especial interés hidrogeológico los entornos de los grupos de volcanes de: Apaneca-Santa Ana-Izalco, San Salvador, San Vicente, Tecapa-Usulután-El Tigre-Chinameca-San Miguel, y Conchagua; así como los cursos más bajos del ríos Paz, Lempa y Goascorán; debido a ser zona de importante recarga acuífera con alto valor ambiental y/o mantenimiento de gran cantidad de actividades socioeconómicas.

## Vulcanismo

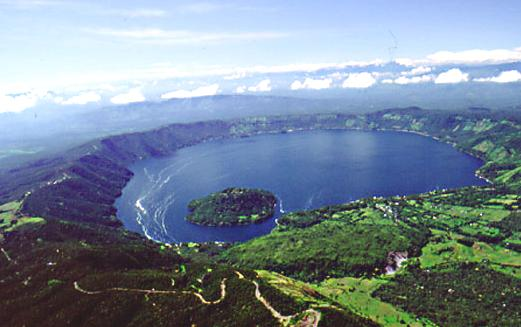
Lago de Coatepeque
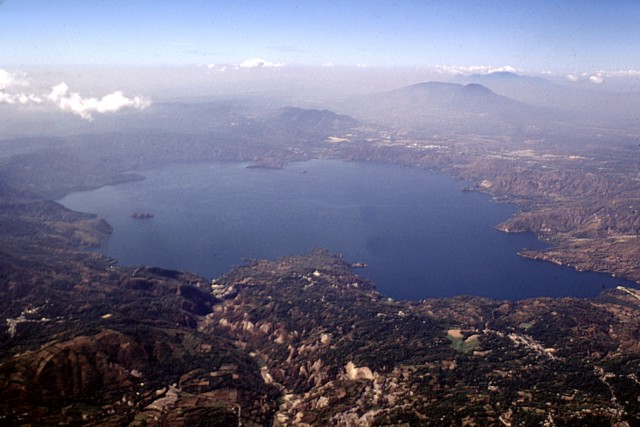
Lago de Ilopango
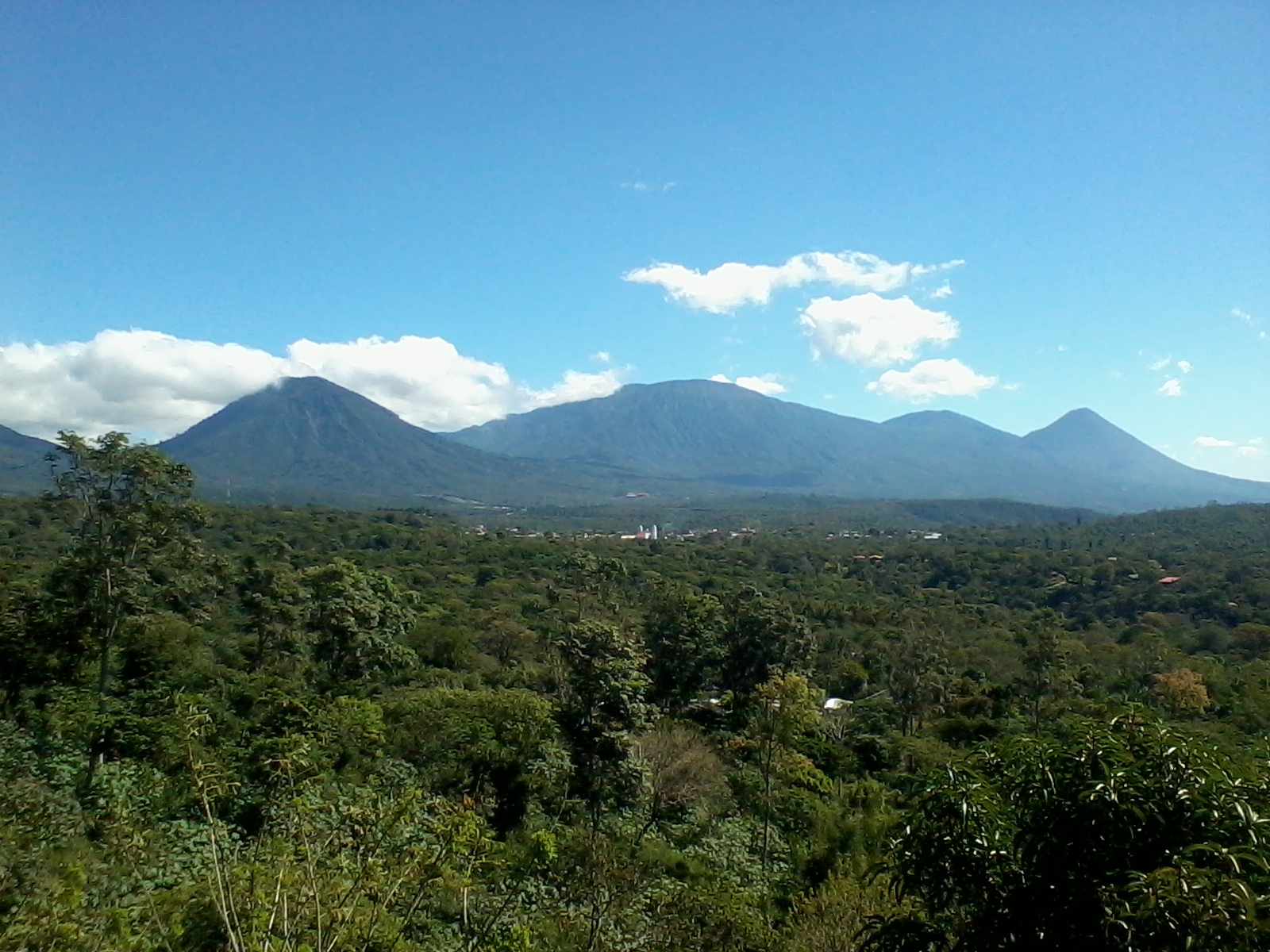
Cordillera de Apaneca
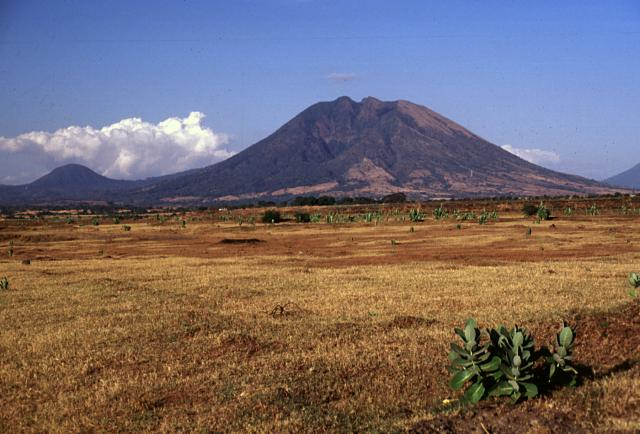
Volcán de Usulután
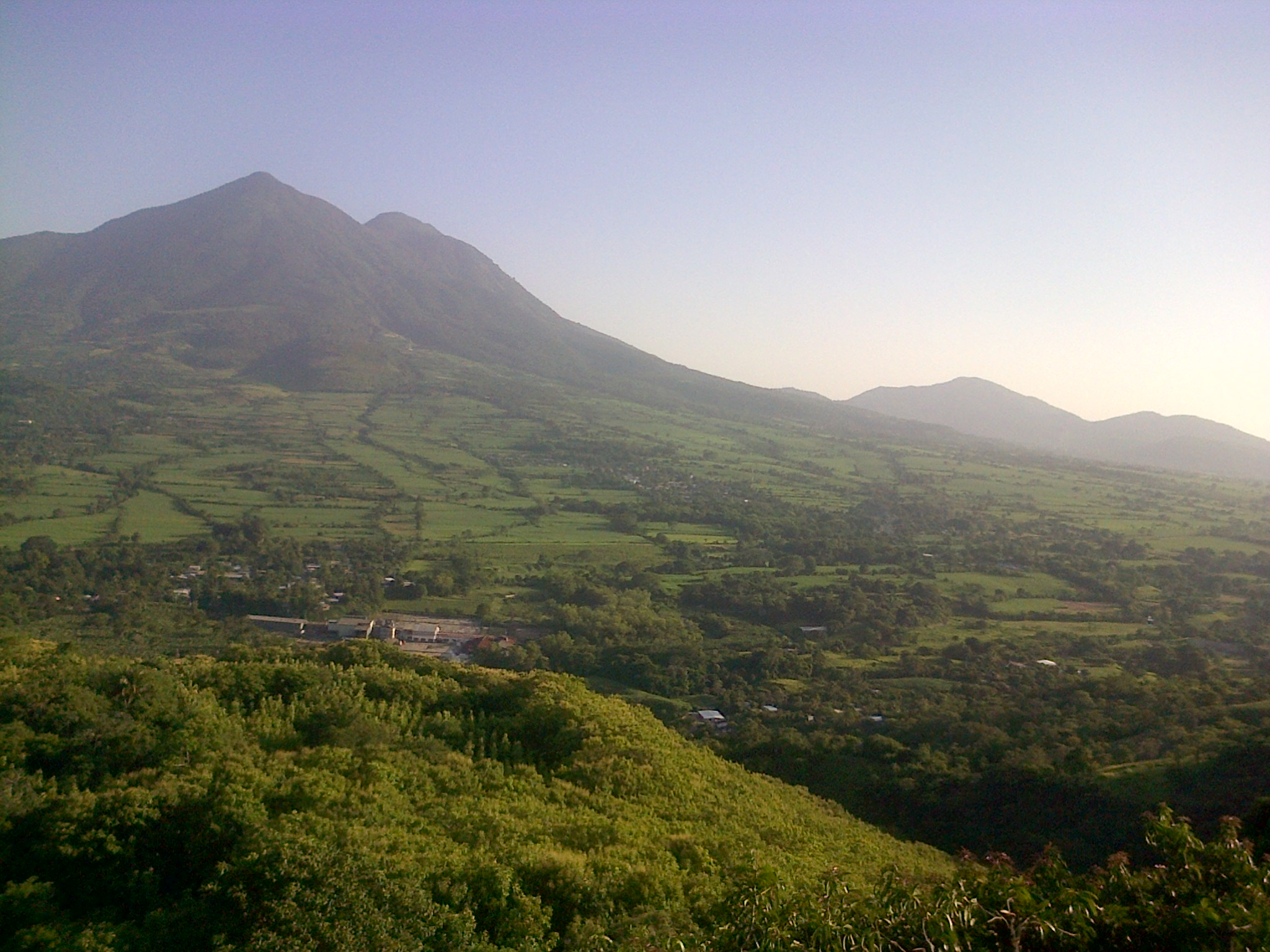
Volcán de San Vicente
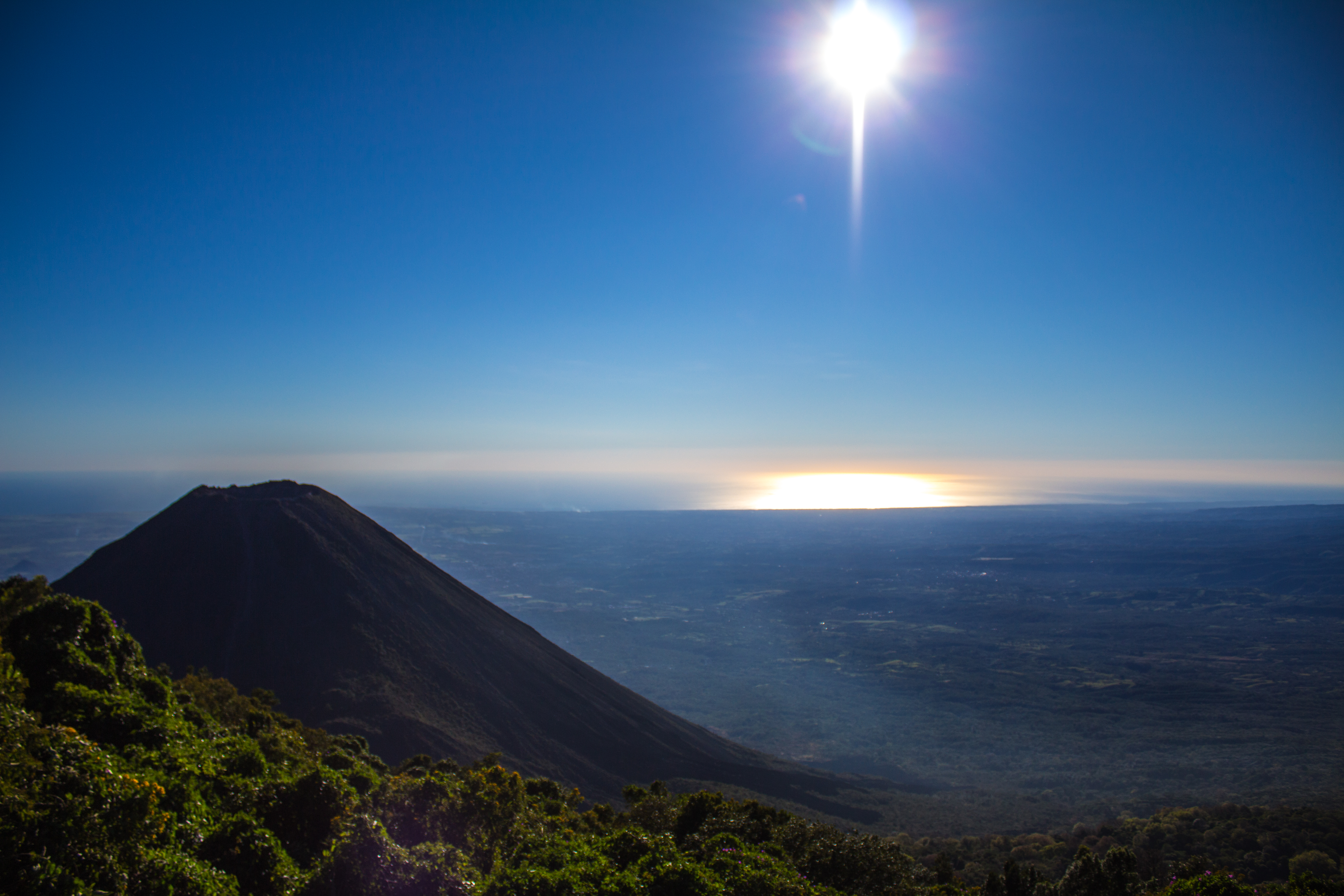
Volcán de Izalco
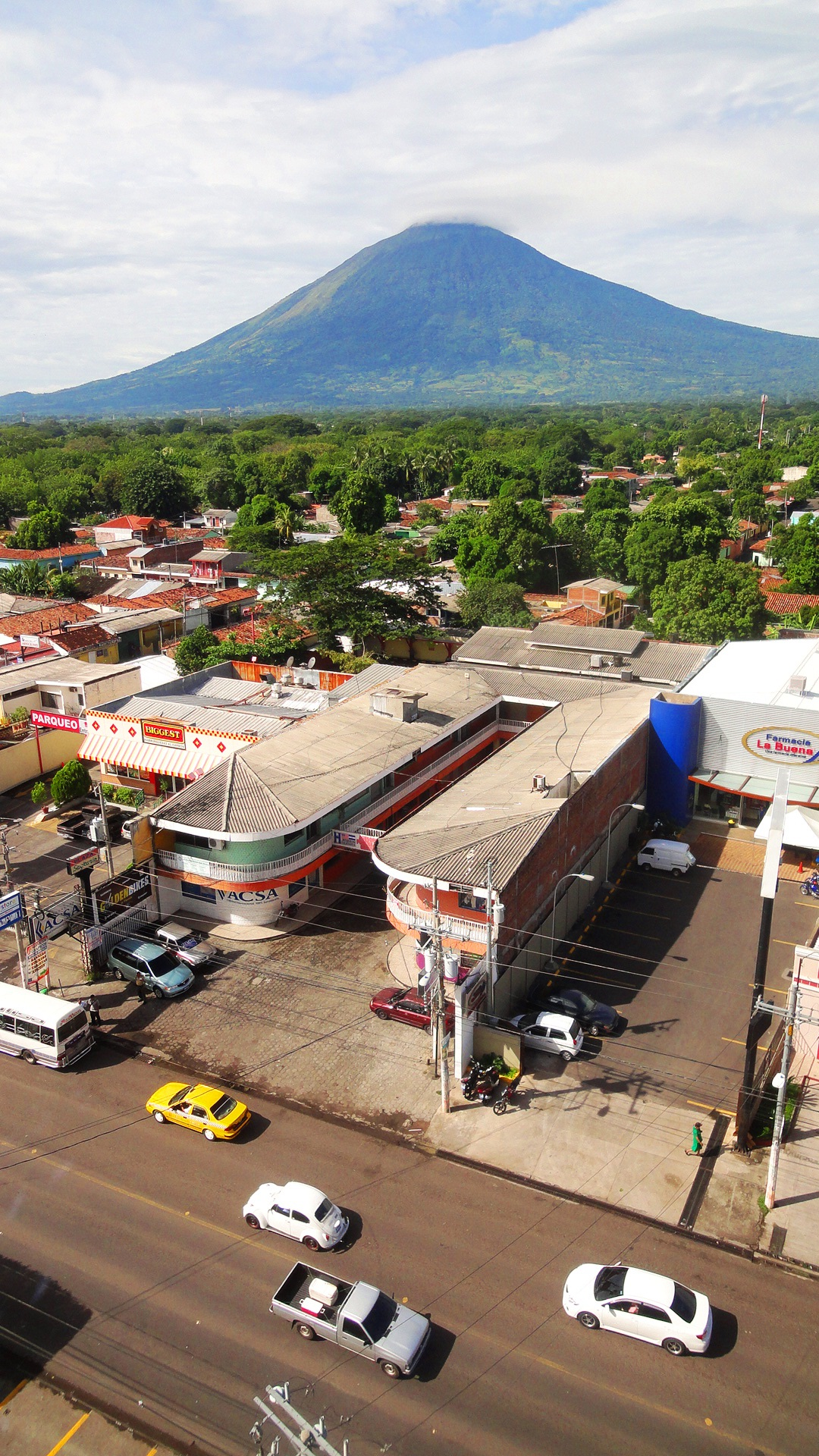
Volcán de San Miguel

El Salvador, junto con el resto de Centroamérica, es una de las regiones sísmicamente más activas de la Tierra, situada entre tres grandes placas tectónicas, cuyo movimiento causa la actividad volcánica del país.
Gran parte de América Central y el mar Caribe yacen sobre la relativamente inmóvil placa del Caribe. El fondo del océano Pacífico, en cambio, está siendo empujado hacia el nordeste por el movimiento subyacente de la placa de Cocos. El fondo del océano está compuesto mayoritariamente por basalto, que es relativamente denso; cuando choca el granito más ligero de América Central, el suelo del océano es obligado a sumergirse bajo la masa terrestre, creando la profunda fosa mesoamericana que se encuentra en la costa de El Salvador.
La subducción de la placa de Cocos explica la frecuencia de los terremotos cerca de la costa. Como las rocas que forman el suelo del océano son forzadas hacia abajo, se derriten, y el material derretido, la lava, asciende a través de las partes débiles de la roca hasta la superficie, dando lugar a volcanes y géiseres.
El norte de El Salvador, México y la mayor parte de Guatemala se ven empujados por el movimiento hacia el oeste de la placa norteamericana, que empuja contra el borde norte de la inmóvil placa del Caribe en el sur de Guatemala. La acción de rozamiento de estas dos placas crea una falla (parecida a la falla de San Andrés en California) que sigue a lo largo del valle del río Motagua en Guatemala. El movimiento a lo largo de esta falla, con numerosas derivaciones, es fuente de terremotos en El Salvador.
El Salvador tiene una larga historia de terremotos destructivos y erupciones volcánicas. San Salvador fue destruida en 1756 y 1854, y sufrió graves daños con los temblores de 1912, 1982 y 1986. EL país tiene unos 20 volcanes, aunque solo dos, San Miguel e Izalco, han estado activos en años recientes. Desde principios del siglo XIX hasta mediados de la década de 1950, Izalco ha erupcionado con regularidad hasta alcanzar el nombre de Faro del Pacífico. Sus brillantes emisiones son visibles a grandes distancias en el mar, y de noche la lava convierte el cono en una brillante luz.

### Volcanes de El Salvador

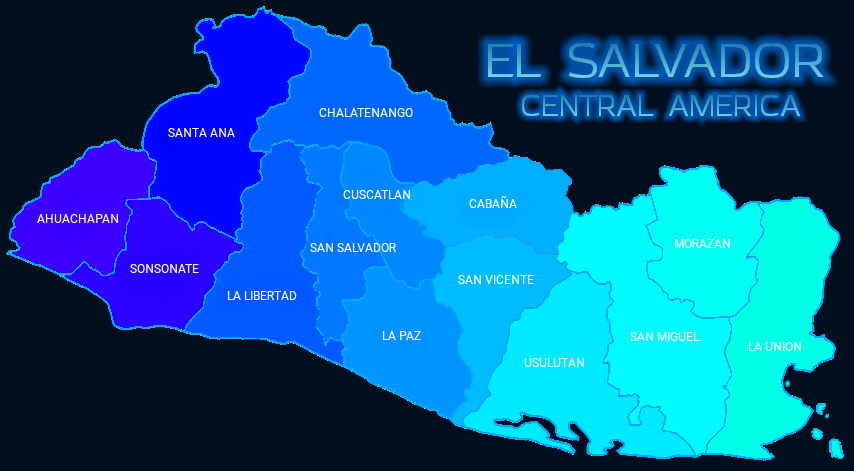
Departamentos de El Salvador

Se considera que en El Salvador hay 242 volcanes (contando también cráteres secundarios, domos de lava y otros centros eruptivos que hacen parte de un volcán mayor o complejo volcánico); de ellos destacan 23, repartidos en cinco grupos de oeste a este. Se consideran activos los que han tenido erupciones en los últimos 500 años. Los cráteres de más de 1,5 km que almacenan agua durante los periodos de calma se llaman lagunas cratéricas.
| Volcán                                 | Altitud                                                         | Departamento                                                | Tipo                                               | Composición                                      | Última erupción                                                              |
| Santa Ana (Ilamatepec)                 | 2382 m s. n. m.                                                 | Santa Ana                                                   | Estratovolcán                                      | Basalto de olivino y piroxeno                    | 2005                                                                         |
| Izalco                                 | 1950 m s. n. m.                                                 | Sonsonate                                                   | Estratovolcán                                      | Basalto de olivino                               | 1966                                                                         |
| San Marcelino, Cerro Chino             | 1780 m s. n. m.                                                 | Sonsonate, Complejo volcánico del volcán de Santa Ana       | Cono de escorias                                   | Basalto de olivino y augita                      | siglo XVIII                                                                  |
| San Salvador, Quezaltepec, El Boquerón | Picacho: 1960 m s. n. m.; El Boquerón (cráter): 1840 m s. n. m. | La Libertad, San Salvador                                   | Complejo volcánico, estratovolcán                  | Basalto y andesita                               | 1917                                                                         |
| El Playón                              | 660 m s. n. m.                                                  | San Salvador; Complejo volcánico del volcán de San Salvador | Cono de escorias y lava por boca lateral           | Basalto de olivino y augita                      | 1658-1659                                                                    |
| Islas Quemadas                         | 450 m s. n. m.                                                  | Lago de Ilopango, San Salvador                              | Domo de lava                                       | Dacita y hornblenda                              | 1879-1880                                                                    |
| San Miguel                             | 2130 m s. n. m.                                                 | San Miguel                                                  | Estratovolcán                                      | Basalto de olivino y augita                      | 2017                                                                         |
| Conchagüita                            | 505 m s. n. m.                                                  | Golfo de Fonseca, Departamento de La Unión                  | Estratovolcán                                      | Basalto                                          | 1892                                                                         |
| Conchagua                              | 1225 m s. n. m.                                                 | La Unión                                                    | Estratovolcán                                      | Basalto                                          | Fumarolas                                                                    |
| San Vicente                            | 2182 m s. n. m.                                                 | La Paz                                                      | Estratovolcán                                      | Andesita                                         | No se conoce                                                                 |
| Apastepeque                            | 600 m s. n. m.                                                  | San Vicente                                                 | Cráteres de colapso y de explosión                 | Basalto, domos de andesita y dacita con 24 conos | No se conoce                                                                 |
| Tecapa                                 | 1593 m s. n. m.                                                 | Usulután, 13.49°N/−88.5°W                                   | Estratovolcán                                      | Basalto de olivino y augita                      | No se conoce                                                                 |
| Usulután                               | 1449 m s. n. m.                                                 | Usulután                                                    | Estratovolcán                                      | Basalto                                          | No se conoce                                                                 |
| San Diego                              | 800 m s. n. m.                                                  | Santa Ana, 14.27°N/−89.48°W                                 | Conos de escorias y estratovolcán, campo volcánico | Basalto de olivino                               | No se conoce                                                                 |
| Cuyanausul o Apaneca                   | 1840-2036 m s. n. m.                                            | Ahuachapán, 13.89°N/−89.79°W                                | Estratovolcanes y áreas geotérmicas con fumarolas  | Basalto y andesita                               | No se conoce                                                                 |
| Cerro Cinotepeque                      | 665 m s. n. m.                                                  | 14.02°N/−89.25°W                                            | Conos de ceniza jóvenes junto al río Lempa         | Basalto                                          | No se conoce                                                                 |
| Coatepeque                             | 746 m s. n. m.                                                  | Santa Ana, 13.87°N/−89.55°W                                 | Caldera con un lago de 25 km²                      | Andesita, piroxeno                               | No se conoce                                                                 |
| Chingo, Cerro Chingo                   | 1775 m s. n. m.                                                 | Jutiapa, Santa Ana, frontera con Guatemala                  | Estratovolcán                                      | Basalto, andesita                                | No se conoce                                                                 |
| Cerro Singüil                          | 957 m s. n. m.                                                  | Jutiapa, Santa Ana, frontera con Guatemala                  | Cono de escoria en la ladera del Chingo            | Basalto                                          | No se conoce                                                                 |
| Chinameca, El Pacayal                  | 1300 m s. n. m.                                                 | San Miguel, 13.48°N/−88.33°W                                | Estratovolcán                                      | Basalto                                          | Fumarolas, terremotos.                                                       |
| Cerro Guazapa                          | 1438 m s. n. m.                                                 | Cuscatlán, San Salvador, 13.9°N/−89.12°W                    | Estratovolcán                                      | Basalto                                          | No se conoce, dormido                                                        |
| Lago de Ilopango                       | 450 m s. n. m.                                                  | Cuscatlán, San Salvador, La Paz, 13.67°N/−89.05°W           | Caldera volcánica                                  | Dacita, pómez                                    | Siglo V a. C. La erupción de 1879-1880 formó las denominadas Islas Quemadas. |
| Laguna Aramuaca                        | 181 m s. n. m.                                                  | San Miguel, 13.43°N/−88.11°W                                | Cráter de explosión                                | Piroclastos                                      | No se conoce                                                                 |

## Clima

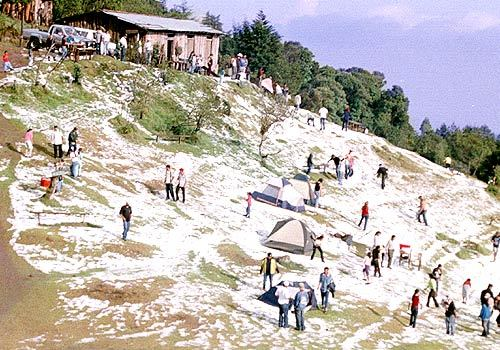
Cerro el Pital, punto más alto del país
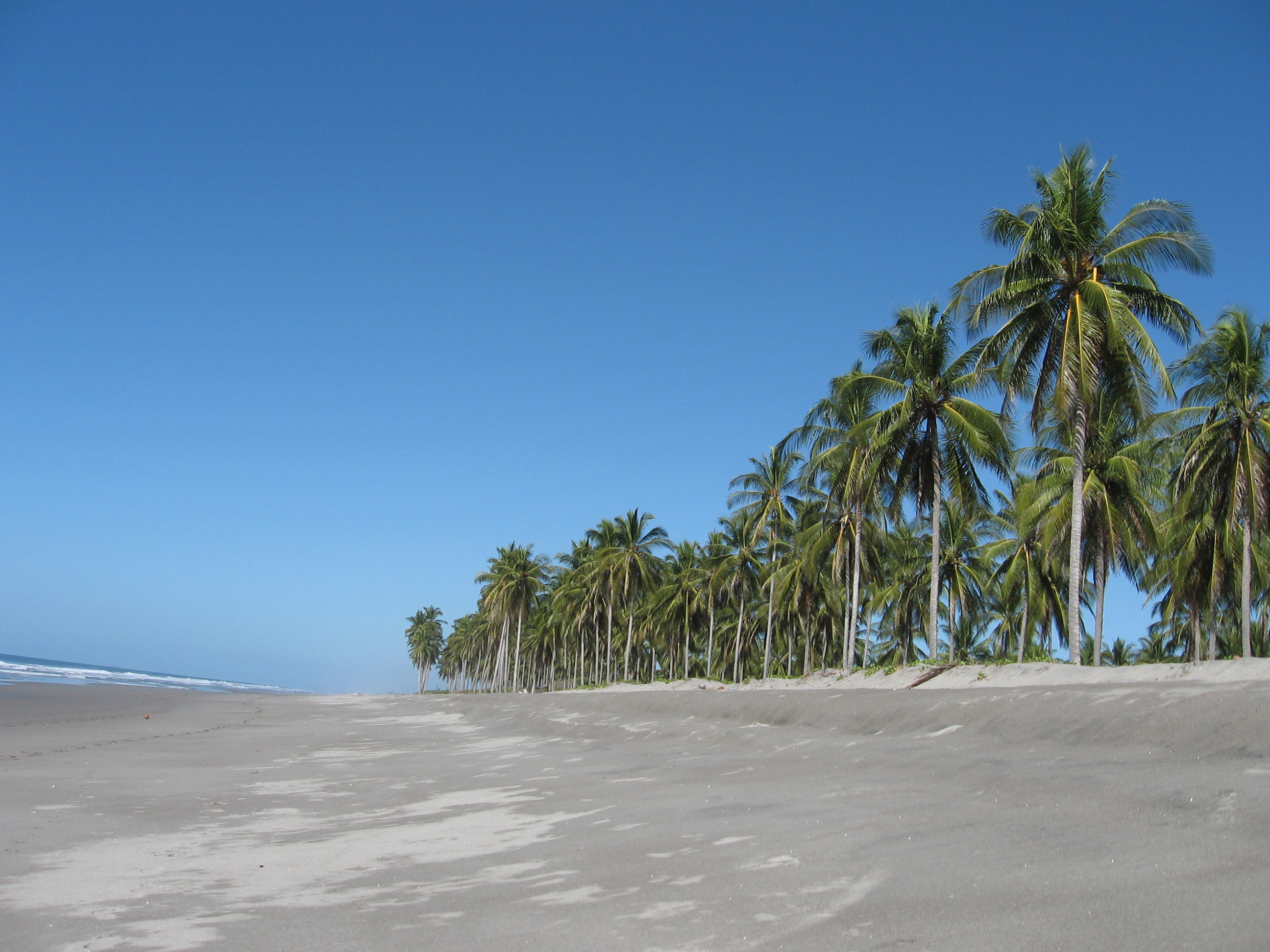
Corral de Mulas, Usulután
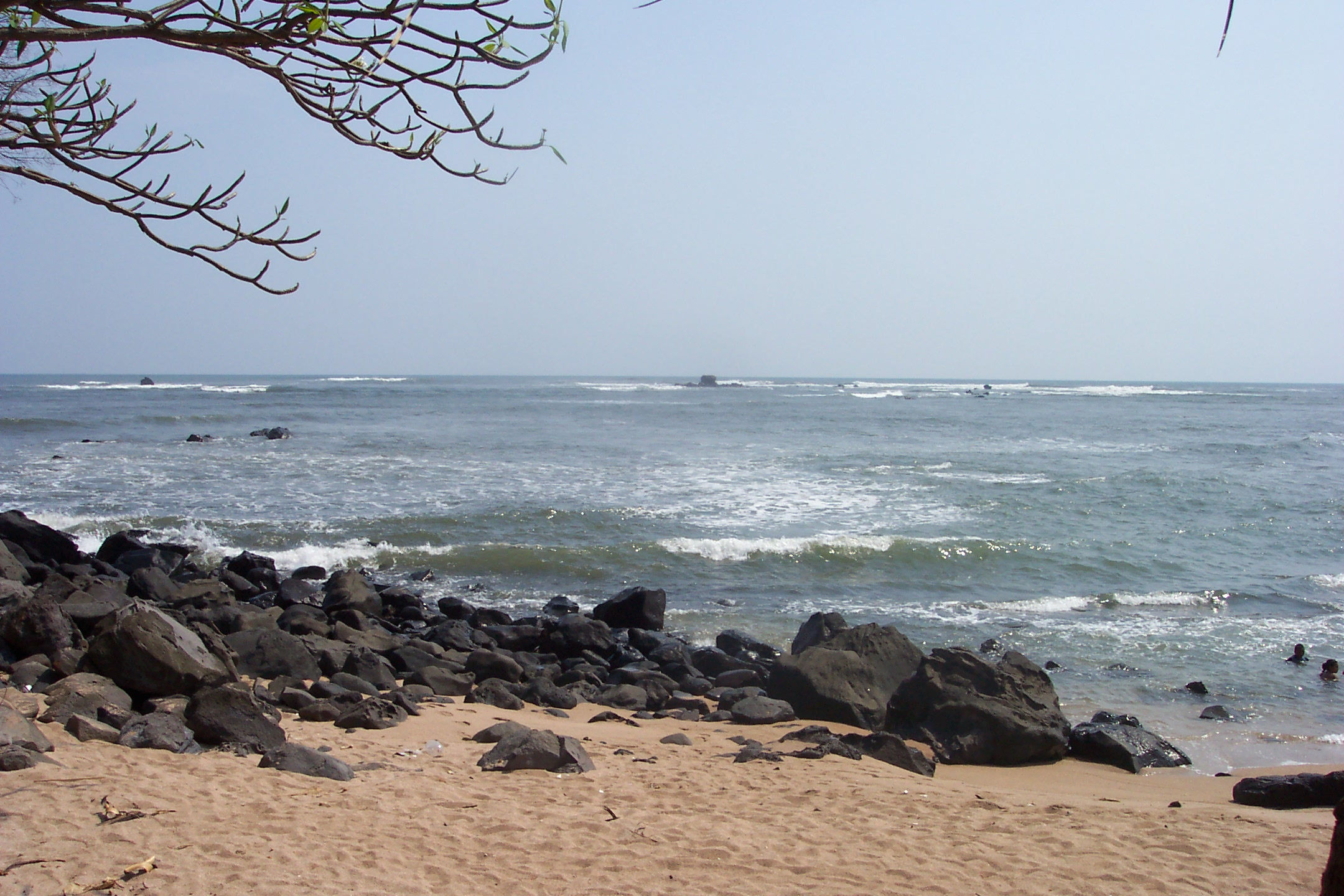
Playa Los Cóbanos, Sonsonate
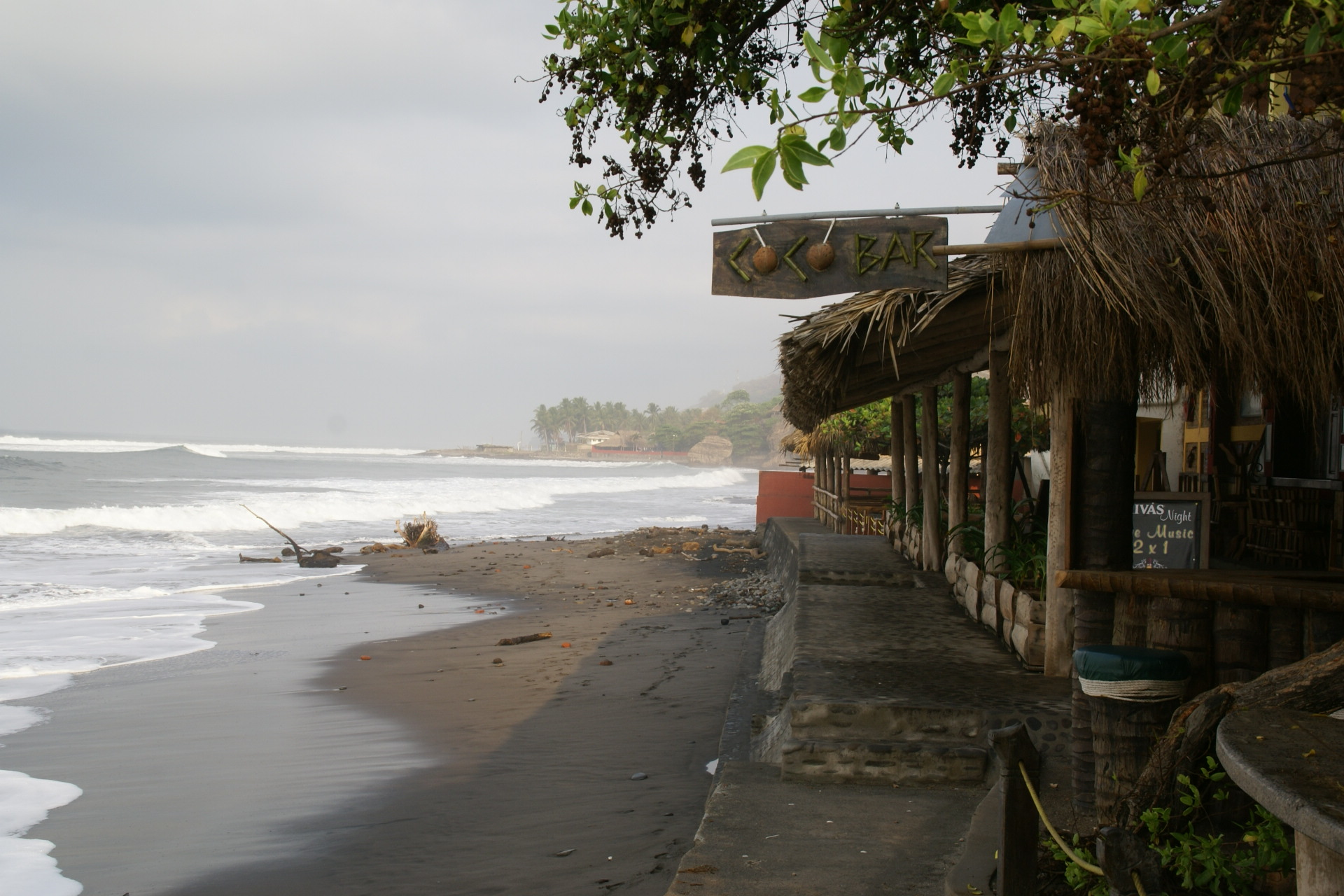
Playa Sunzal, La Libertad
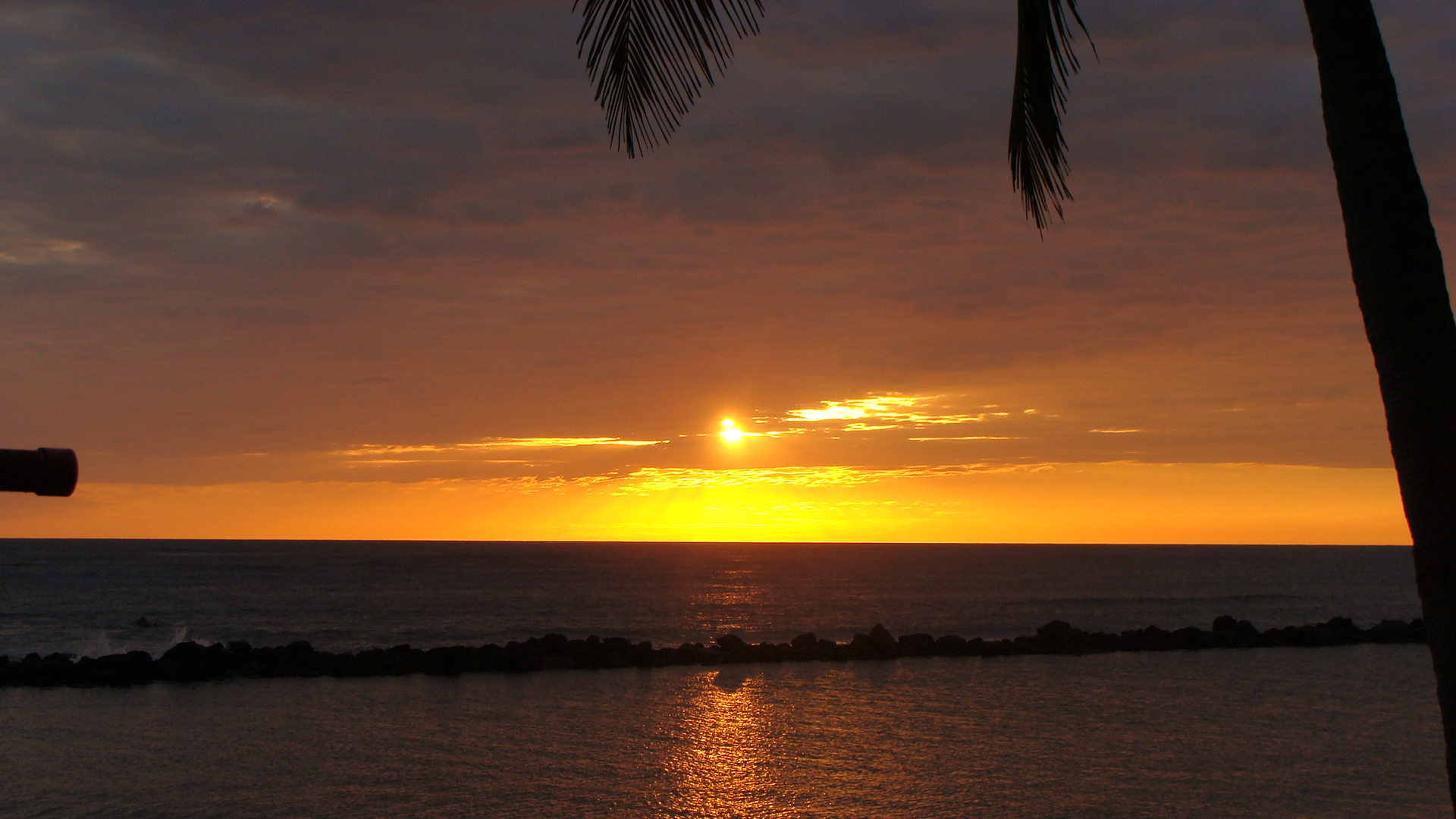
Playa Salinitas, Sonsonate
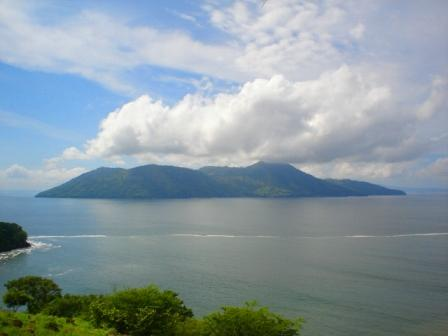
Isla Meanguera Golfo de Fonseca
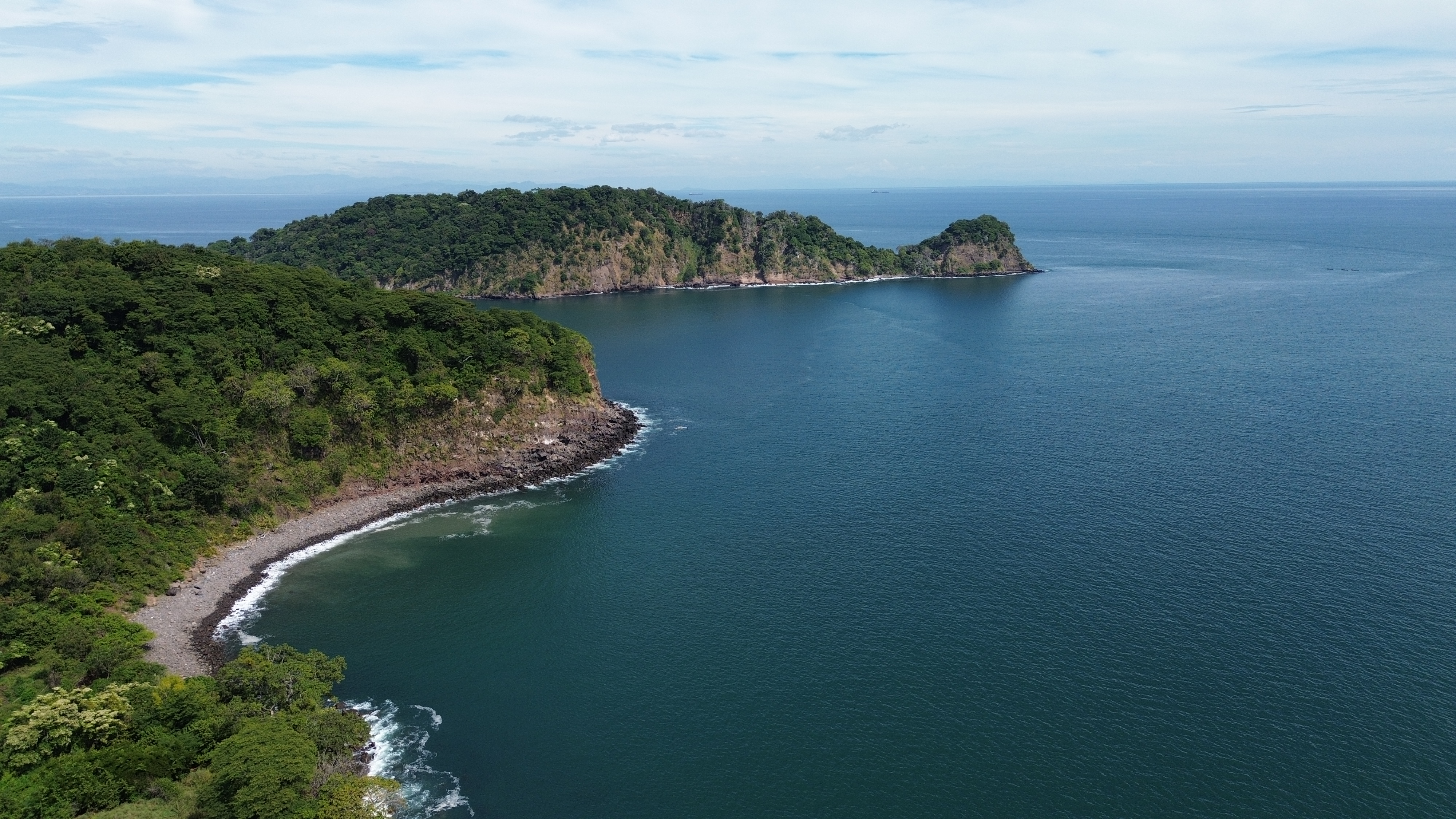
Meanguera del Golfo
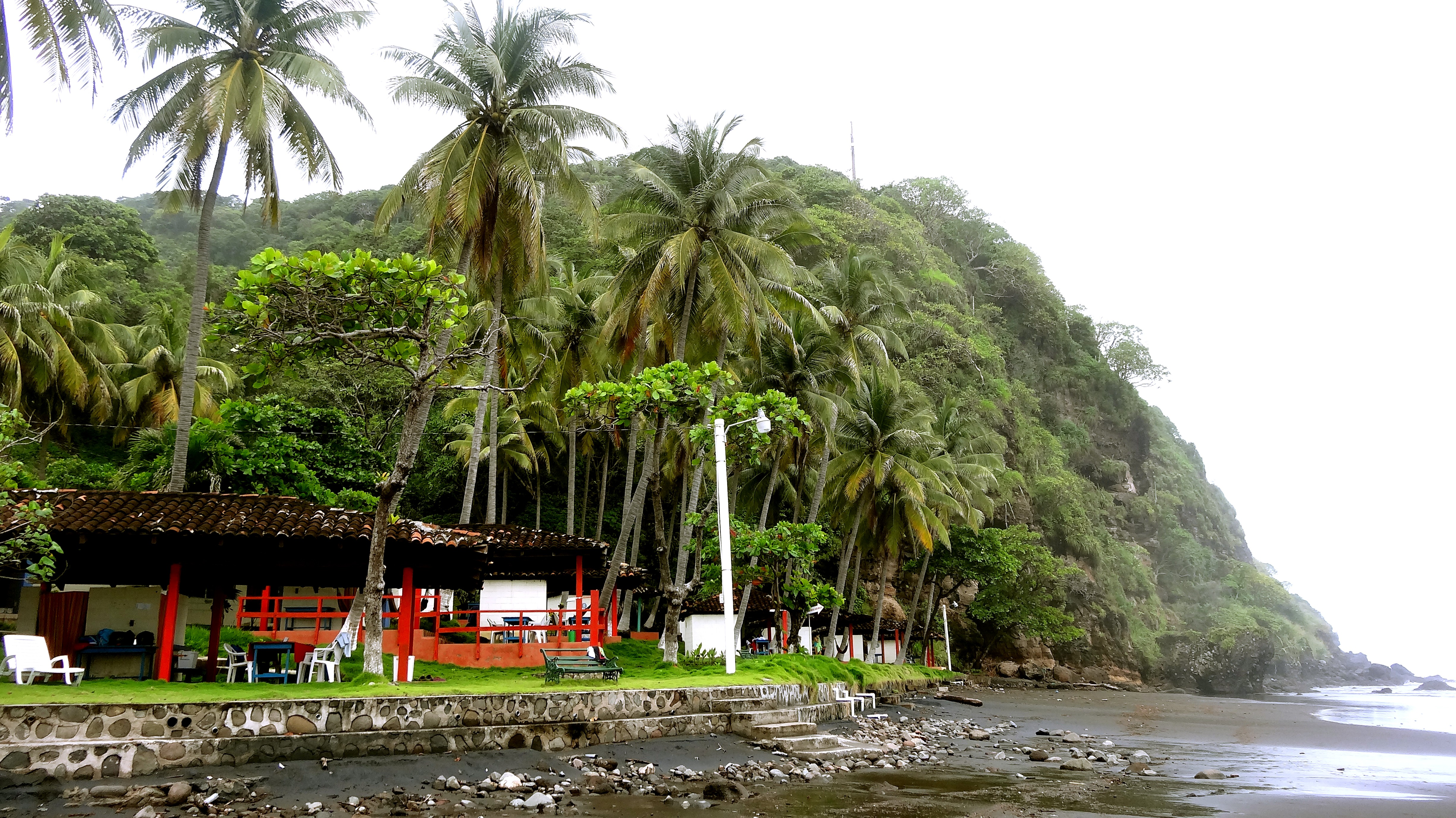
El Balsamar, La Libertad
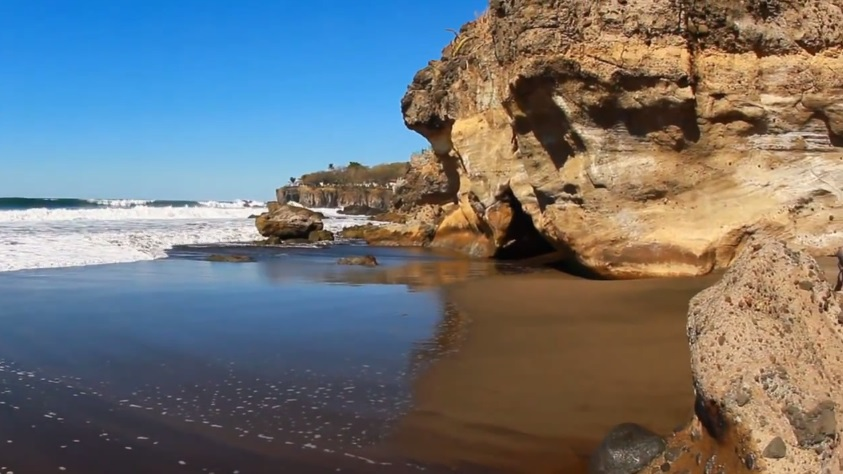
Playa El Sunzal, La Libertad
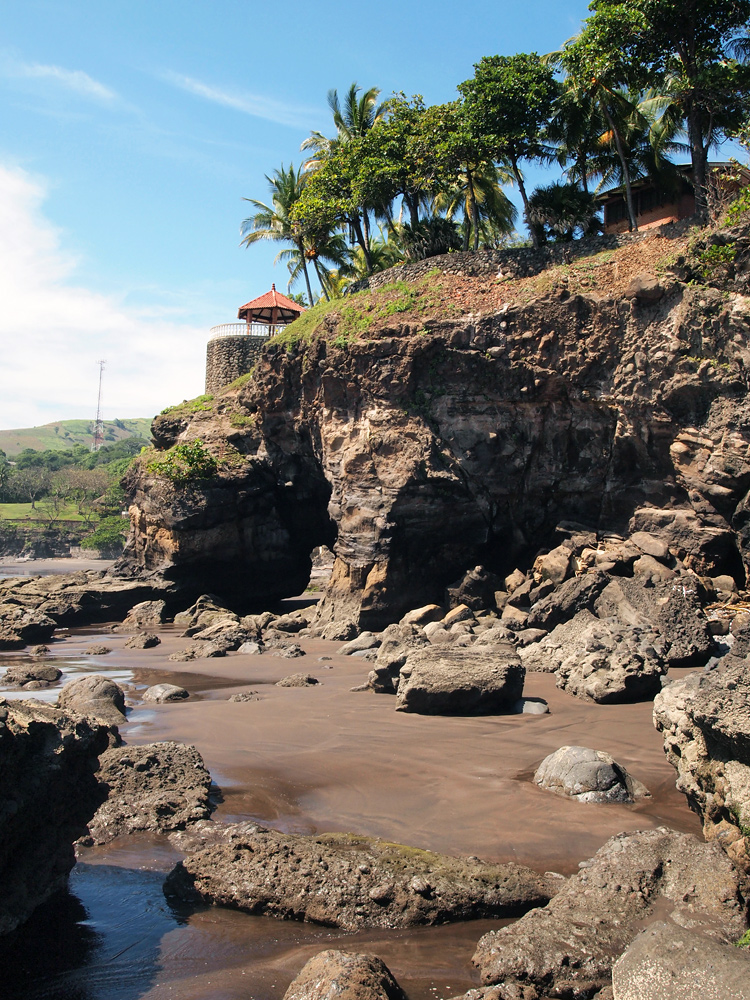
Playa El Zonte

Clasificación climática de Köppen de El Salvador

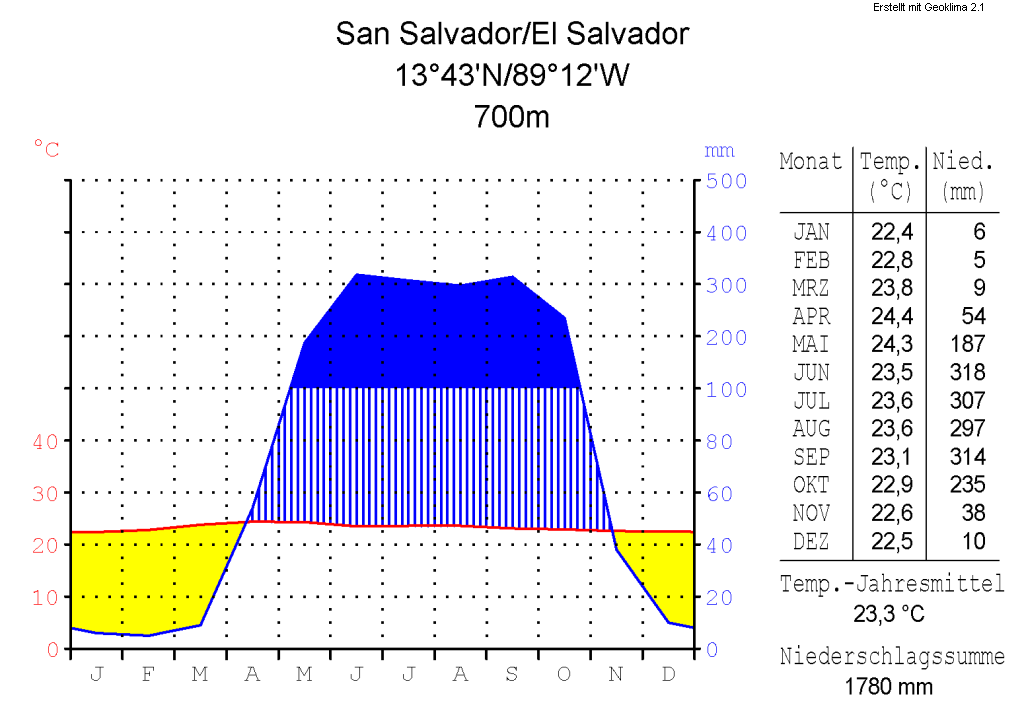
Diagrama de temperatura y precipitaciones de San Salvador

El Salvador tiene clima tropical con pronunciadas estaciones seca y húmeda. Es cálido todo el año en la costa y en las tierras bajas hasta los 150 m s. n. m. (metros sobre el nivel del mar), en lo que se denomina tierras calientes, con una pequeña diferencia entre las estaciones.
La estación húmeda va de abril-mayo a octubre y se conoce localmente como invierno. Casi toda la lluvia anual cae durante este periodo, muy húmedo, y en las laderas de las montañas encaradas al sur se alcanzan los 2000 mm (milímetros). En las zonas protegidas del viento y en la meseta central llueve menos. Las lluvias suelen ser en forma de tormentas vespertinas.
De noviembre a abril, los vientos del nordeste cambian los patrones. El aire procedente del mar Caribe ha perdido casi toda su humedad en las montañas de Honduras y cuando alcanza El Salvador es seco y caliente. A esta época se le llama verano.
Las temperaturas apenas varían salvo por la altitud. Las medias en la costa oscilan entre 25 y 29 °C (grados Celsius). En la meseta central, San Salvador tiene 23 °C de media anual, con extremos medidos de 6 °C de mínima y 38 °C de máxima. En las alturas, las medias bajan a 12-13 °C.
En San Salvador, a 670 m s. n. m. de altitud media, caen entre 1735 mm y 1833 mm Se halla todavía en tierras calientes y las temperaturas oscilan entre 16 y 30 °C (grados Celsius) en enero y entre 20 y 30 °C en junio. Las lluvias se concentran entre finales de abril y principios de noviembre, con más de 300 mm (milímetros) entre junio y septiembre, con 20 días de precipitación cada mes, y menos de 10 mm entre diciembre y marzo.
En Acajutla, en la costa occidental, las temperaturas, más altas, oscilan entre 22 y 32 °C en enero, y 24-33 °C en abril, con una media anual de 26,3 °C. La temperatura del mar oscila entre 28 y 30 °C todo el año. Caen unos 1700 mm de lluvia anual, con la mayor parte entre junio y octubre.
Los huracanes raras veces afectan a El Salvador, pues procedentes del Caribe descargan toda su energía en Honduras. Las excepciones son el huracán Mitch, en 1998, que causó graves inundaciones, y el huracán Emily, en 1973.

## Áreas protegidas
La UICN registra en El Salvador 168 áreas protegidas que ocupan 1806 km², el 8,78 % de la superficie del país, además de 665 km² de áreas marinas, el 0,71 % de los 94 238 km² que pertenecen a El Salvador. De estas, 8 son parques nacionales, 54 son simplemente áreas protegidas, 1 es un áreas protegidas con gestión de recursos (Colima), 92 son áreas naturales y 4 son hábitats gestionados. Por otro lado, 2 son reservas de la biosfera de la Unesco y 7 son sitios Ramsar.

### Parques nacionales
- Parque nacional El Imposible, 5000 ha, propuesto como patrimonio de la humanidad por el asentamiento precolombino de Cara Sucia, de la cultura Cotzumalhuapa (600-900). Playa de arena, manglares, llanura aluvial y tierras altas volcánicas cubiertas de bosque.
- Parque nacional Montecristo
- Parque nacional Los Volcanes
- Parque nacional San Diego La Barra
- Parque nacional El Salto
- Parque nacional Las Colinas
- Parque nacional San Blas o Las Brumas
- Parque nacional San José Miramar

### Reservas de la biosfera de la Unesco
- Xirihualtique-Jiquilisco.[24]
- Apaneca-Llamatepec.[25]

### Sitios Ramsar
- Laguna de Olomega
- Complejo Güija
- Área natural protegida Laguna del Jocotal
- Embalse Cerrón Grande
- Complejo Bahía de Jiquilisco
- Complejo Barra de Santiago
- Complejo Jaltepeque

## Datos

Zona económica exclusiva de El Salvador

Coordenadas geográficas
13°50′ N, 88°55′ W
Referencias en mapas
América Central y El Caribe
Área
Total: 21 040 km² (aunque el gobierno le atañe 20 742 km²)
Tierra: 20 720 km²
Agua: 320 km²
Área (comparativo)
Ligeramente más pequeño que Massachusetts
Fronteras terrestres
- Total: 545 km
- Guatemala: 203 km
- Honduras: 342 km
- Puntos fronterizos con Guatemala: Anguiatú
  - Ubicación: departamento de Santa Ana
  - Distancia: a 120 kilómetros de la ciudad capital (San Cristóbal)
  - Ubicación: departamento de Santa Ana
  - Distancia: a 98 kilómetros de la ciudad capital (Las Chinamas)
  - Ubicación: Departamento de Ahuachapán
  - Distancia: a 120 kilómetros de la ciudad capital (La Hachadura)
  - Ubicación: departamento de Ahuachapán
  - Distancia: a 126 kilómetros de la ciudad capital
- Puntos fronterizos con Honduras: El Amatillo
  - Ubicación: departamento de La Unión.
  - Distancia: a 209 kilómetros de la ciudad capital (El Poy)
  - Ubicación: departamento de Chalatenango
  - Distancia: a 92 kilómetros de la ciudad capital (Perquín)
  - Ubicación: departamento de Morazán
  - Distancia: a 240 kilómetros de la ciudad capital (Puente Integración)
  - Ubicación: departamento de Cabañas
  - Distancia: a 110 kilómetros de la ciudad capital

Línea costera
307 km
Aguas territoriales:
200 nm
Clima
Tropical; estación lluviosa: mayo a octubre; estación seca: noviembre a abril; tropical en zonas costeras; templado en tierras altas.
Terreno
En su mayor parte, montañas con un angosto cinturón costero y meseta central.
Nivel más bajo:
Océano Pacífico (0 m s. n. m.)
Nivel más alto:
Cerro El Pital (2730 m s. n. m.)
Recursos naturales

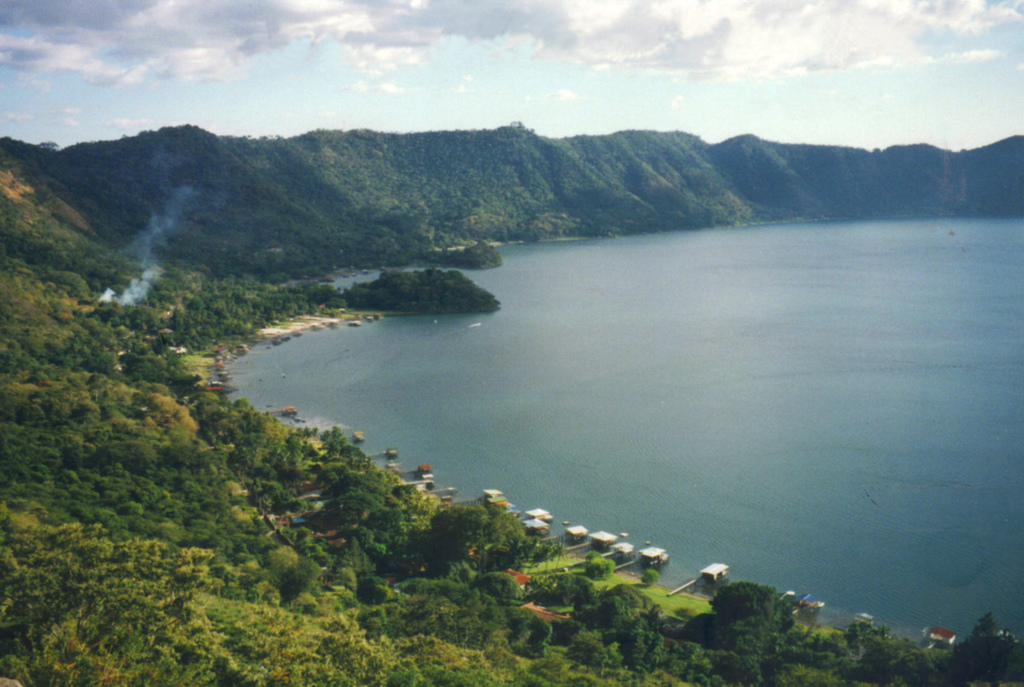
Lago Coatepeque, Santa Ana.

Energía hidroeléctrica, energía geotérmica, tierra cultivable.
Tierras cultivables:
27 %
Plantaciones permanentes:
8 %
Herbaje permanente:
29 %
Bosques y arbolados:
5 %
Otros:
31 % (1993 est.)
Tierra irrigada
27 400 ha (en 2020)
Peligros naturales
Es conocido como la Tierra de los Volcanes; hay terremotos frecuentes y algunas veces muy destructivos; también son comunes los huracanes destructivos.
Medio ambiente (problemas actuales)
Deforestación; erosión; contaminación del agua; contaminación de los suelos con tóxicos, daños del Huracán Mitch.
Medio ambiente (tratados internacionales)
Firmados y ratificados:
Biodiversidad, Cambio Climático, Cambio Climático-Protocolo de Kioto, Desertificación, Especies en Peligro, Desechos Nocivos, Prohibición a Pruebas Nucleares, Protección a la Capa de Ozono, Humedales (Ramsar).
Firmados pero no ratificados:
Ley del Mar
Geografía (nota)
Es el país más pequeño de América Central y el único sin salida al Mar Caribe.